# Første koncil i Konstantinopel
Det Første koncil i Konstantinopel, var det andet økumeniske kirkemøde og blev afholdt i 381. Keiser Theodosius I sammenkaldte til mødet for at kirken skulle antage Den nikæno-konstantinopolitanske trosbekendelse og for at diskutere forskellige spørgsmål i forbindelse med arianismen. Der deltog 150 biskopper ved mødet, men ingen fra den vestlige del af kirken.
Patriarkerne Timoteus af Alexandria, Meletius af Antiokia, biskopperne Gregor af Nazianz og Nectarius af Konstantinopel deltes om at lede mødet. Gregor af Nazianz var oprindelig udpeget til patriark af Konstantinopel, men måtte trække sig efter få måneder, og Nectarius blev udnævnt som efterfølger.
Koncilet bekræftede Den nikænske trosbekendelse som sand og en rigtig beskrivelse af den hellige skrift. Koncilet udarbejdede også en trosbekendelse som inkluderede teksten fra Nikæa, men udvidede omtalen af Helligånden og en del andre tilføjelser.